# Xã Hesper, Quận Winneshiek, Iowa
Xã Hesper (tiếng Anh: Hesper Township) là một xã thuộc quận Winneshiek, tiểu bang Iowa, Hoa Kỳ. Năm 2010, dân số của xã này là 455 người.